# Christian von Steven
Christian von Steven (Христиан Христианович Стевен - Christian Christianovitch Steven) foi um botânico e entomologista russo. Nasceu em Fredrikshamn, na atual Finlândia, em 19 de janeiro de 1781 e morreu em Sympheropol, Crimeia, em 30 de abril de 1863.